# Wilhelm Linz
Wilhelm Josef Richard Hubert Linz (* 2. November 1850 in Koblenz; † 27. September 1925 in Wiesbaden) war ein deutscher Jurist und Politiker (Zentrum).
Linz besuchte die Gymnasien und Koblenz und Warendorf und studierte Rechtswissenschaften an den Universitäten München, Leipzig und Straßburg. Ab dem 13. Juni 1874 war er Gerichtsreferendar in Andernach, Düsseldorf und Koblenz. Seinen Militärdienst schloss er als Leutnant der Reserve beim 2. Westfälischen Husaren Regiment Nr. 11 ab. Ab dem 26. November 1879 war er Gerichtsassessor in Koblenz und Ahrweiler, ab dem 16. Juni 1884 Staatsanwalt bei der Staatsanwaltschaft Trier. Am 18. Oktober 1886 wurde er kommissarischer Landrat  im Landkreis Mayen. Ab dem 20. Juli 1887 war er definitiv Landrat. Am 26. März 1900 wurde er zur Regierung Wiesbaden versetzt und dort Verwaltungsgerichtsdirektor. Nach Ausbruch des Ersten Weltkriegs wurde er im September 1914 einberufen und diente als Oberleutnant der Landwehrkavallerie und Vorsitzender der militärischen Lazarett-Kommission Langen-Schwalbach bis zu deren Auflösung August 1917. Am 21. April 1921 wurde er als Verwaltungsgerichtsdirektor pensioniert.
Linz war Mitglied des Zentrums und seit 1913 Vorstandsmitglied des Zentrums im Preußischen Abgeordnetenhaus. Im Oktober 1920 wurde er zum Ehrenmitglied der Preußischen Zentrumspartei ernannt. Er war 1892 bis 1906 Mitglied im Provinziallandtag der Rheinprovinz und 1903 bis November 1918 des Preußischen Abgeordnetenhauses.
Nach der Novemberrevolution wurde er 1919 in die Verfassunggebende preußische Landesversammlung gewählt. Er war ab dem 26. Mai 1919 parlamentarischer (Unter-)Staatssekretär im Preußischen Ministerium der Justiz. Vom 1. Oktober 1919 bis zum 17. Februar 1921 war er stellvertretender Bevollmächtigter Preußens im Reichsrat. Von Mai 1921 bis zum 11. Dezember 1922 war er für die Provinz Hessen-Nassau Mitglied des Preußischen Staatsrates. 1922 bis zum 27. September 1925 gehörte er dem Preußischen Landtag an.
Posa Claudius Linz ist sein Onkel.